# 1998 год в политике России
В 1998 году в России начался экономический кризис, произошла смена двух правительств.

## Январь
- 1 января - введён в обращение новый деноминированный рубль.
- 9 января - министр обороны Игорь Сергеев заявил, что выплаты задолженности по зарплате военнослужащим будут затруднены из-за недостатка средств в военном бюджете.
- 19 января - президент Ельцин сделал выговор правительству за невыполнение поставленной задачи — полное погашение задолженности по выплате заработной платы работникам бюджетной сферы к 1 января 1998 года.
- 23 января - Ельцин сделал аналогичное заявление, возложив вину за неспособность погасить все долги по выплате заработной платы к концу 1997 года на региональных руководителей.
- 27 января - совет директоров РАО ЕЭС предпринял попытку заменить председателя правления компании Бориса Бревнова прежним главой компании и председателем совета директоров А. Дьяковым. Правительство не поддержало эту идею.

## Февраль
- 5 февраля - президент Ельцин заявил, что первые заместители премьер-министра Анатолий Чубайс и Борис Немцов останутся в правительстве до 2000 года.
- 17 февраля - президент Ельцин обратился с посланием Федеральному собранию на совместной сессии Государственной Думы и Совета Федерации. Ельцин, в частности, призвал внести поправки в проект бюджета на 1998 год, сделав его «реалистичным».

## Март
- 3 марта президент Ельцин назначил секретаря Совета обороны и главного военного инспектора Андрея Кокошина секретарём Совета безопасности вместо Ивана Рыбкина, который перешёл на работу в правительство.
- 4 марта Госдума одобрила бюджет на 1998 год в четвёртом и последнем чтении. Документ позволял правительству сокращать расходы, если поступления в бюджет будут ниже заложенного в законе уровня.
- 23 марта правительство Виктора Черномырдина было отправлено в отставку. Президент Ельцин назначил исполняющим обязанности председателя правительства С. В. Кириенко.

## Апрель
- 24 апреля Государственной Думой с третьей попытки утверждена кандидатура Кириенко на пост председателя правительства. Ранее его кандидатура вносилась 10 и 17 апреля.

## Май
- В начале мая начались массовые перекрытия железных дорог шахтёрами в знак протеста против длительных невыплат заработной платы.

## Август
- 17 августа был объявлен дефолт по ГКО (государственные краткосрочные облигации), доходность по которым непосредственно перед кризисом достигала 140 % годовых. Основными причинами дефолта стали: большой государственный долг России, кризис ликвидности, низкие мировые цены на сырьё, составлявшее основу экспорта России, а также экономическая политика государства и строительство пирамиды ГКО. Кризис серьёзно повлиял на развитие экономики и страны. Курс рубля по отношению к доллару упал за полгода более чем в 3 раза — c 6 рублей за доллар перед дефолтом до 21 рубля за доллар 1 января 1999 года.
- 23 августа правительство Кириенко было отправлено в отставку с возложением исполнения обязанностей премьера на В. С. Черномырдина.
- 24 августа кандидатура Черномырдина была предложена Ельциным на рассмотрение Государственной думой. Однако Госдума дважды отклонила его кандидатуру. На третий раз президент предложил кандидатуру Е. М. Примакова, которая была утверждена 11 сентября.

## Сентябрь
- 11 сентября Государственной Думой утверждена кандидатура Е. М. Примакова на пост председателя правительства. Правительство Примакова было сформировано 11-30 сентября.

## Октябрь
- 8 октября по указанию Генерального прокурора РФ Ю. И. Скуратова было возбуждено уголовное дело по подозрению в злоупотреблении должностных лиц управления делами президента России при заключении контрактов на реконструкцию Московского Кремля. Начало расследования «дела Mabetex».